# Young Voices – Egelner Kammerchor
Der Egelner Kammerchor Young Voices (eigentlich Young Voices – Egelner Kammerchor e.V.) ist ein Kammerchor aus der Stadt Egeln in Sachsen-Anhalt.

## Geschichte
Er wurde 1997 aus 5 Ehemaligen und 13 Schülern des Gymnasiums Egeln gegründet. Er ist durch die Teilnahme an internationalen Wettbewerben und Festivals und Durchführung von Konzertreisen unter anderem nach Tschechien, Österreich, Korea, Australien, Russland und den USA über Grenzen  Sachsen-Anhalts bekannt.
Die Young Voices absolvierten  internationale Konzertreisen als kultureller Repräsentant der Stadt Egeln, des Kreises und des Landes Sachsen-Anhalt. Diese führten im Jahr 2000 nach Svitavy, im Jahr 2005 nach Perth, wo sie vom Oberbürgermeister, dem Gouverneur des Staates Westaustralien  und der University of Western Australia empfangen wurden und im Jahre 2006 auf Einladungen mehrerer Universitäten und ihres russischen Partnerchores im russischen Murmansk mit Auftritten in der Murmansker Philharmonie. Im Jahre 2009 tourten die Young Voices durch Florida, wo sie u. a. an der Cypress Lake High School in dem dortigen Chor einen weiteren Partnerchor fanden.
Im Frühjahr 2013 besuchten die Young Voices die Philippinen und ihren Partnerchor, die Manila Chamber Singers, mit dem mehrere Konzerte durchgeführt wurden.

## Repertoire
Das Repertoire des Chores umfasst alle gängigen Chorgenres. Volkslieder, klassische Chormusik aus allen Epochen, Pop und Spiritual/Gospel. Der Chor singt seine Werke so gut wie ausschließlich a cappella. Ausnahmen sind u. a. die Teilnahme an einer Aufführung der „Carmina Burana“ 2004 in Svitavy (CZ) und Produktion des Musicalprojektes „Best of Musical“, anlässlich des 10-jährigen Bestehens des Chores 2007.

## Mitglieder
Der Chor besteht ausschließlich aus Schülern und Ehemaligen des Gymnasiums Egeln. Er wurde gegründet, um Ehemaligen des Gymnasiums die Möglichkeit zu geben weiterhin im Chor unter Chorleiter Ralf Schubert zu singen.

## Auszeichnungen
Der Chor hat  mehrere, teilweise auch internationale Auszeichnungen gewonnen.
Auswahl:
- 2000 Harzchorfestival – Goldenes Diplom
- 2001 Cäcilia Chortage Lindenholzhausen – Bronzenes Diplom
- 2002 Chorolympiade Busan, Südkorea – 3 Silberdiplome
- 2003 Festival of Songs Olomouc (CZ), Gold-, Silber- und Bronzemedaille, Gewinn der Kategorie „Gospel/Spiritual“
- 2003 XIII. Internat. Festival der Advents- und Weihnachtsmusik in Prag, Silbermedaille
- 2004 Chorolympiade Bremen – 2 Silberdiplome, eine Bronzemedaille
- 2006 Dulgon Chorwettbewerb, Siegelsbach – Goldenes Diplom und Preis für das interessanteste Programm
- 2010 XX. Internat. Festival der Advents- und Weihnachtsmusik in Prag, Silbermedaille
- 2011 3. Sunderner Jazz- und Pop-Chorfestival „S(w)ing a cappella“, Silbernes Diplom und den 1. Platz in der Publikumswertung

## Partnerschaften
Der Chor unterhält mehrere Partnerschaften mit Chören und Vokalensembles.
- seit 1997 – Iuventus Svitavy (CZ)
- seit 1999 – Ne Shdali, Murmansk (RUS)
- seit 2005 – The New I Voci Singers Perth (Australien)
- seit 2005 – Voices only, Magdeburg
- seit 2009 – Cypress Chorale Fort Myers (USA)[7]
- seit 2011 – Manila Chamber Singers (Philippinen)
- seit 2013 – Ensamble vocal de Medellin (Kolumbien)
- seit 2013 – The X.O.P., Murmansk (Russland)

## Tonträger
- 2000 „Querbeat“
- 2003 „Leise rieselt der Schnee“ (Weihnachts-CD)
- 2005 „Wir machen Musik“
- 2007 „A cappella – Das Beste aus 10 Jahren“
- 2010 "Weihnachtsfreuden"
- 2015 "Halbton"